# ゴラン・ポラック
ゴラン・ポラック（Golan Pollack、1991年9月10日 - ）は、イスラエルの柔道家。イスラエル・中央地区出身。階級は66kg級。身長175cm。

## 経歴
2007年のヨーロッパユースオリンピックフェスティバル60kg級で3位になった。2009年のマカビア競技大会66kg級では優勝を飾った。2013年にはグランプリ・デュッセルドルフとワールドマスターズで3位に入った。2014年のグランドスラム・東京では決勝で日本の阿部一二三に敗れるも2位となった。2015年の世界選手権では準決勝で韓国のアン・バウルに敗れるが、3位決定戦ではモンゴルのダワードルジ・トゥムルフレグに指導2でリードされながら、終了間際に有効で逆転勝ちして3位に入った。
2016年のリオデジャネイロオリンピックでは初戦で世界ランキング118位のザンビアの選手に敗れた。

## 主な戦績
- 2007年 - ヨーロッパユースオリンピックフェスティバル 3位（60kg級）
- 2009年 - マカビア競技大会 優勝
- 2009年 - 世界ジュニア 5位
- 2011年 - ワールドカップ・タリン 優勝
- 2011年 - ワールドカップ・タシュケント 3位
- 2012年 - ワールドカップ・マドリード 2位
- 2012年 - ワールドカップ・リスボン 3位
- 2013年 - グランプリ・デュッセルドルフ 3位
- 2013年 - グランプリ・サムスン 2位
- 2013年 - ワールドマスターズ 3位
- 2013年 - グランプリ・ウランバートル 3位
- 2014年 - ヨーロッパオープン・ソフィア 優勝
- 2014年 - グランドスラム・バクー 3位
- 2014年 - グランドスラム・東京 2位
- 2015年 - 世界選手権 3位
- 2015年 - グランプリ・チェジュ 3位
- 2016年 - グランプリ・デュッセルドルフ 2位
- 2016年 - ワールドマスターズ 3位

（出典、JudoInside.com）